# Hradní stezka
Hradní stezka – Burgenstrasse je jednou z nejstarších a nejznámějších historických dálkových turistických tras po evropských hradech a zámcích. Od roku 1994 pokračuje i na území České republiky. V roce 2011 byla dlouhá přes 1200 km a zahrnovala na 90 hradů, zámků a dalších památek.

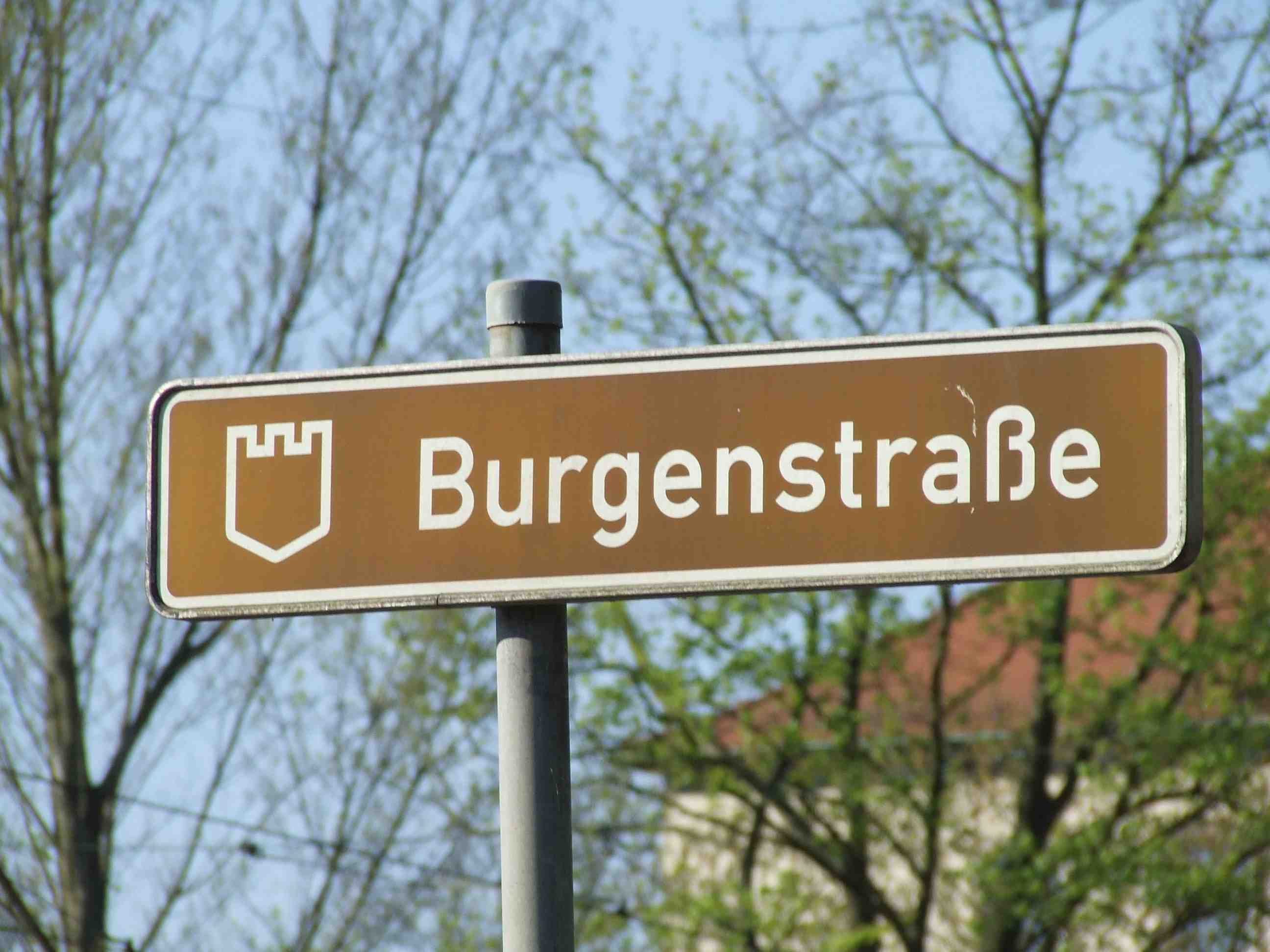

## Historie
Hradní stezka vznikla v roce 1954 a řadí se mezi nejstarší turistické trasy v Německu. Trasa začínala v Mannheimu. Její původní délka činila 320 km a končila v Norimberku. Na projektu se podílely v roce 1954 města Mannheim,  Heidelberg,  Heilbronn,  Rothenburg o.d. Tauber a Norimberg. Úspěch projektu vedl k dalšímu postupnému rozšíření. Zájem byl projeven v roce 1994 ze strany České republiky, v této době měla již trasa na 70 historických objektů. V roce 2009 došlo k dalšímu rozšíření mezi nimi byl také zámek Sokolov, celkem 13 objektů na českém území. V roce 2011 na stezce bylo už na 90 objektů. V roce 2012 byla propojena s Marianskou cestou / Marienstraße, která zahrnuje církevní objekty jak v Německu tak v České republice. Hradní stezka vede na území ČR z Chebu do Prahy a může pokračovat do Znojma a dále na Vídeň.
Na Německé straně Burgenstrasse začíná v Mannheimu přes Norimberk a končí městem Bayreuth. Vede spolkovými zeměmi Badensko-Württembersko, Hesensko a Bavorsko.

## Seznam v německé části
V Německu je Hradní stezka rozdělena na šest částí.
- Trasa č. 1 je dlouhá 89 km a zahrnuje 10 objektů mezi Mannheimem a Mosbachem.[6]
- Trasa č. 2 je dlouhá 100 km a zahrnuje 13 hradů a zámků mezi Mosbachem a Heilbornem.[7]
- Trasa č. 3 je dlouhá 117 km zahrnuje 6 objektů mezi Heilbronnem a Rothenburg ob der Tauber.[8]
- Trasa č. 4 je dlouhá 160 km zahrnuje 9 hradů a zámků mezi Rothenburg ob der Tauber a Norimberkem.[9]
- Trasa (Okruh) č. 5 je dlouhá 128 km a zahrnuje 14 hradů a zámků mezi Norimberkem a Bamberkem.[10]
- Trasa č. 6 je dlouhá 161 km a zahrnuje 18 hradů a zámků mezi Bamberkem a Bayreuthem.[11]

### Seznam pamětihodností a zajímavých míst je řazen od západu na východ
- Mannheim – barokní zámek

- Schwetzingen – zámek
- Heidelberg – zámek, historické jádro města
- Neckargemünd – Dilberg, historické jádro, pevnost
- Neckarsteinach – hrad Schadeck, Hinterburg, soukromé hrady Mittelburg a Vorderburg,

- Hirschhorn (Neckar) – hrad Hirschhorn

- Eberbach – hrad Eberbach, hrad Stolzeneck
- Zwingenberg – hrad Zwingenburg
- Neunkirchen-Neckarkatzenbach – zřícenina Minneburg
- Binau – hrad Dauchstein
- Obrigheim (Baden) – zámek Neuburg (Baden)
- Mosbach – historické městské centrum, chrámová budova (Tempelhaus)
- Neckarzimmern – hrad Hornberg
- Haßmersheim-Neckarmühlbach – hrad Guttenberg
- Gundelsheim – zámek Horneck
- Bad Rappenau – zámek Heinsheim, hrad Ehrenberg
- Bad Wimpfen – královská falc Wimpfen
- Neckarbischofsheim – Starý zámek
- Sinsheim – hrad Steinsberg
- Bad Friedrichshall – zámek Lehen
- Heilbronn
- Weinsberg – ruiny Weibertreu
- Jagsthausen – Götzenburg (hrad Götze von Berlichingen)
- Öhringen – zámek Öhringen
- Neuenstein – zámek Neuenstein
- Waldenburg – zámek Waldenburg
- Schwäbisch Hall – benediktinský klášter Comburg (Groẞcomburg),
- Kirchberg an der Jagst – zámek Kirchberg
- Langenburg – zámek Langenburg
- Rothenburg ob der Tauber – středověké město
- Ansbach – Residence Ansbach, Oranžérie a zahrady
- Romantické Franky – hrad Colmberg, pevnost Lichtenau, hrad Řádu německých rytířů, město Wolframs-Eschenbach
- Abenberg – hrad Abenberg
- Roth – lovecký zámeček Ratibor
- Stein – zámek Farber-Castell
- Cadolzburg – zámek a zahrady
- Norimberk – hrad Norimberk
- Franské Švýcarsko – královská falc Forchheim, městečko Ebermannstadt, hrad Egloffstein, hrad Gößweinstein, hrad Waischenfeld, Aufsess – zámek Unteraufseß, zámek Greifenstein, hrad Pottenstein, ruiny hradů Neideck/ Muggendorf/ Streitberg,
- Ahorntal – hrad Rabenstein
- Bamberg – hrad Altenburg, Nová Residence Bamberg
- Rentweinsdorf – zámek Rentweinsdorf
- Ebern – historické staré město, zámek Eyrichsdorf, ruiny hradu Rotenhan
- Pfarrweisach – hrad Lichtenstein
- Maroldsweisach – hrad Altenstein
- Sesslach – zámek Geyerberg, historické staré město
- Heldburg – pevnost Heldburg
- Coburg – zámek Ehrenburg, pevnost Coburg, zámek Callenberg
- Lichtenfels – zámek Lichtenfels
- Kronach – pevnost Rosenberg
- Kulmbach – zámek Plassenburg
- Bayreuth – Nový zámek, Starý zámek, Eremitage (park s vodními hrátkami)

## Seznam v české části
Česká část je dlouhá 412 km a zahrnuje 15 objektů mezi Chebem a Prahou
- Cheb – Chebský hrad
- Lázně Kynžvart – Lázně Kynžvart, zámek Kynžvart
- Loket – hrad Loket
- Bečov nad Teplou – hrad Bečov a zámek Bečov
- Teplá – klášter Teplá
- Švihov – vodní hrad Švihov
- Nezvěstice – zámek Nebílovy
- Šťáhlavy – zámek Kozel
- Hořovice – zámek Hořovice
- Zdice – hrad Žebrák, hrad Točník
- Křivoklát – hrad Křivoklát
- Karlštejn – hrad Karlštejn
- Praha – Pražský hrad